# Karlskoga (commune)
Pour l’article homonyme, voir Karlskoga.
La commune de Karlskoga est une commune suédoise du comté d'Örebro. Environ 30300  personnes y vivent (2020). Son siège se trouve à Karlskoga.

## Localités principales
- Bredgårdsängarna
- Gälleråsen
- Granbergsdal
- Högåsen
- Karlskoga
- Lerängen och Bäck
- Linnebäck
- Smedstorp
- Villingsberg